# Xestaspis rostrata
Xestaspis rostrata là một loài nhện trong họ Oonopidae.
Loài này thuộc chi Xestaspis. Xestaspis rostrata được miêu tả năm 2009 bởi Tong & Li.